# Central European Basketball League
La Central European Basketball League (español: Liga de Baloncesto de Europa Central), fue una competición profesional de baloncesto dsputada en Europa Central desde 2008 a 2010. Los equipos eran de Austria, Eslovaquia, Hungría, República Checa y Rumania. Su último campeón fue el Geofin Nový Jičín.

## Equipos participantes
Los clubes que participaron entre las dos temporadas fueron:
| Liga                                  | Equipos                                                                      |
| ------------------------------------- | ---------------------------------------------------------------------------- |
| Österreichische Basketball Bundesliga | Kapfenberg Bulls, Xion Dukes Klosterneuburg, UKJ BC Mollersdorf Traiskirchen |
| Národní Basketbalová Liga             | Geofin Nový Jičín, BK Opava, BK Prostějov                                    |
| Divizia A (baloncesto)                | BCM Elba Timişoara, U Mobitelco Cluj                                         |
| Nemzeti Bajnokság I/A                 | Marso-Vagép NYKK, Albacomp, Paksi Atomerőmű SE                               |
| Slovakian Extraliga                   | Skanska Pezinok BK, BC Spisska Nova Ves, MBK Handlová, BK Inter Bratislava   |

## Finales
| Año  | Campeón           | Resultado | Subcampeón              |
| ---- | ----------------- | --------- | ----------------------- |
| 2009 | Albacomp Fehérvár | 92-66     | BCM Elba Timişoara      |
| 2010 | Geofin Nový Jičín | 81-78     | U Mobitelco Cluj-Napoca |